# Slatko

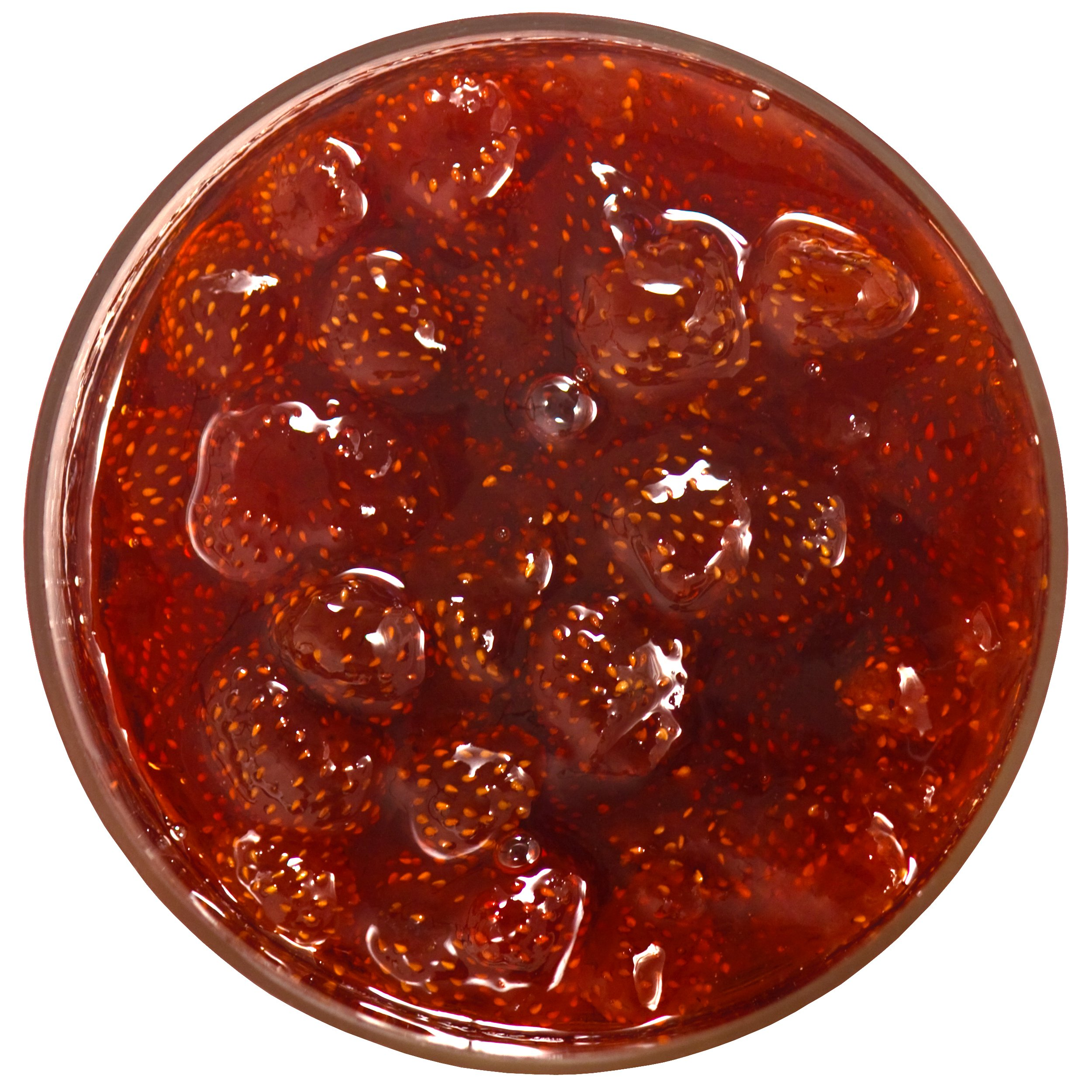
Slatko con fresas salvajes.

El slatko (‘dulce’ en serbio) es una conserva clara de fruta o pétalos de rosa típica de la gastronomía de Serbia. Puede emplearse casi cualquier tipo de fruta, como fresa salvaje, arándano, ciruela o cereza. Tradicionalmente en Serbia se da la bienvenida a los huéspedes con una cucharada de slatko.
Se emplea sobre helado, barquillos y como relleno para pasteles.

## Variantes
Los tipos más corrientes de slatko son los hechos con fresas enteras, ciruelas peladas ligeramente verdes o cerezas agrias. También puede usarse otras frutas frescas, como frambuesas, cerezas dulces, dados de melón, pétalos de rosa, membrillos, uvas, higos, mitades o cuartos de albaricoques pelados, arándanos, moras y grosellas rojas. Si se prepara slatko de ciruela, pueden añadirse mitades de nueces a la mezcla, o incluso insertarse dentro de las propias ciruelas en lugar de sus huesos. También puede usarse frutas o bayas congeladas, pero entonces debe ajustarse la cantidad de agua y el tiempo de cocción.